# Lestodon
Lestodon es un género extinto de perezosos gigantes de la familia Mylodontidae que habitaron Sudamérica distribuidos en las dos especies hasta ahora identificadas. Su nombre significa "diente ladrón".

## Descripción
Era muy grande, pero menor que el Megatherium americanum. El registro más antiguo del género corresponde al Montehermosense (Plioceno temprano). Medían unos 4 metros de longitud. Su cráneo tenía una región rostral muy ensanchada. Los huesos de sus miembros eran grandes y gruesos. Su dentición era simple, pero resaltaban hacia fuera de la boca unos caninos muy grandes, lo que se convertía en una defensa contra los posibles depredadores. Su masa estimada es de 2,5 toneladas.

## Paleobiología
Un grupo de personal y colaboradores del Museo Paleontológico de San Pedro dieron a conocer el descubrimiento de una manada de diez individuos, tratándose de ejemplares adultos y juveniles, lo que nos da a entender que estos animales eran muy gregarios.
Generalmente, se supone que estuvo adaptado a biomas abiertos de pastizales y arbustos, aunque quizás recogía su comida (plantas) a orillas de los pantanos o cursos fluviales.